# Afrolittorina praetermissa
Afrolittorina praetermissa is een slakkensoort uit de familie van de Littorinidae. De wetenschappelijke naam van de soort is voor het eerst geldig gepubliceerd in 1909 door May.